# Robert Halfon
Robert Henry Halfon (Londra, 22 marzo 1969) è un politico britannico. Dal 2015 al 2016 è stato ministro senza portafoglio del governo Cameron e dal 2016 al 2017 è stato Ministro per le Abilità nel governo May.

## Biografia
Di origine ebraica italiana, entrò ai Camera dei Comuni nel 2010, eletto nel collegio di Harlow. Non si ricandidò alle elezioni del 2024.